# Une idée de génie
Pour plus de détails, voir Fiche technique et Distribution.
Une idée de génie est un film américain réalisé par Jeff Balsmeyer (it), sorti en 2009.

## Synopsis
Deux amis, dont l'un est inventeur et l'autre vendeur, tentent désespérément de gagner leur vie avec une idée géniale. Mais d'invention en invention, ils ne connaissent que les échecs et touchent rapidement le fond.
Un jour, dans un bar, l'inventeur a l'idée qui va changer leur vie.

## Fiche technique
- Titre original : Ingenious
- Titre original (festivals) : Lightbulb
- Titre français : Une idée de génie
- Réalisation : Jeff Balsmeyer
- Scénario : Mike Cram, d'après une histoire vraie
- Décors : Kim Buddee
- Costumes : Lori Ayala-Read
- Photographie : Geoffrey Hall
- Son : Jason Abell
- Montage : 
  - Marcus D'Arcy (en)
  - Gavin Whalen
- Production : Mike Cram
- Sociétés de production :
  - Pacific Productions
  - Arriba
- Sociétés de distribution :
  - Eagle Films
  - Umbrella Entertainment (en)
  - VVS Films
- Pays d’origine :  États-Unis
- Langue originale : anglais
- Format : couleur — 35 mm
- Genre : drame
- Durée : 95 minutes
- Date de sortie :
  -  États-Unis : 1er février 2009 (Festival du film de Santa Barbara)

## Distribution
- Dallas Roberts : Matt
- Jeremy Renner : Sam
- Ayelet Zurer : Gina
- Marguerite Moreau : Cinda
- Amanda Anka (es) : Louisa
- Richard Kind : Newkin
- Eddie Jemison : Bean
- Judith Scott : Rita
- Debby Rosenthal : Brenda
- Michael Kagan (en) : Mort
- Rob Brownstein : Kent

## Version française
- Société de doublage : NDE Production
- Direction artistique : Antony Delclève
- Adaptation des dialogues : Frédéric Alameunière
- Enregistrement et mixage :